# 天塩町

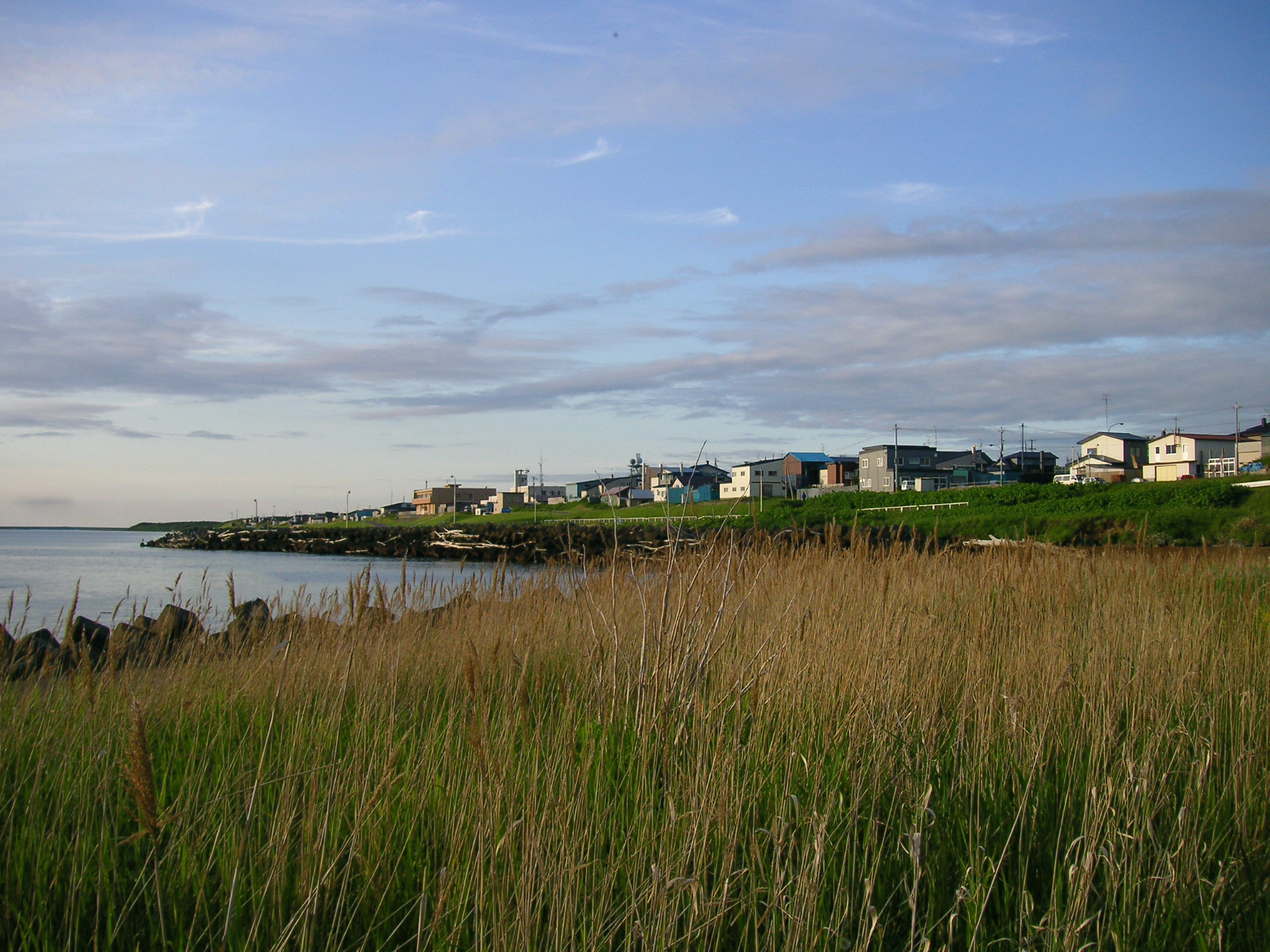
天塩町

天塩町（てしおちょう）は、北海道の留萌地方管内北部（日本海側北西部／天塩郡）にある町で、北海道内第2位の長さで北海道遺産に選定されている大河、天塩川の河口に位置する。大ぶりなヤマトシジミの産地として有名である。

## 町名の由来
町域内に河口がある天塩川に由来する。

## 地理

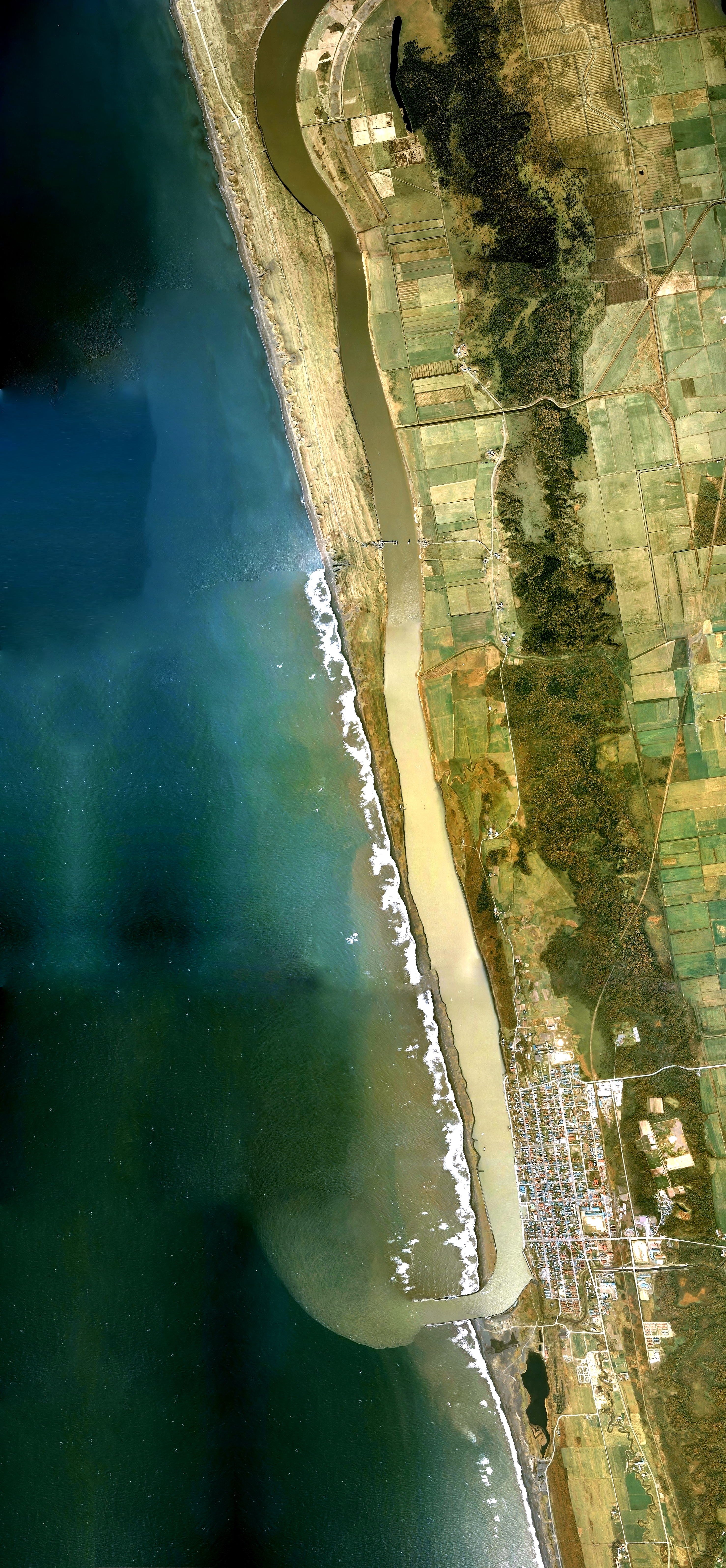
天塩川河口周辺の空中写真。海岸沿いを約10km南流し、天塩町の中心部付近で日本海へ注ぐ。1977年撮影の18枚を合成作成。
。

北海道北部の留萌管内最北部、天塩川下流左岸に囲まれるように位置している。
役場などのある中心市街地はこの河口部に位置し、雄信内（おのぶない・オヌプナイ）地区は国道40号沿いに位置している。
この両市街地・集落に酪農従事者世帯以外の住民の大半が居住している。
- 山:
- 河川: 天塩川
- 湖沼: 鏡沼

### 隣接している自治体
- 留萌振興局
  - 天塩郡:遠別町
- 宗谷総合振興局
  - 天塩郡:幌延町
- 上川総合振興局
  - 中川郡:中川町

### 人口
| |                                        |  |
| 天塩町と全国の年齢別人口分布（2005年） | 天塩町の年齢・男女別人口分布（2005年） |  |
| ■紫色 ― 天塩町 ■緑色 ― 日本全国 | ■青色 ― 男性 ■赤色 ― 女性              |  |
| 天塩町（に相当する地域）の人口の推移 \| 1970年（昭和45年） \| 7,831人 \| \| \| 1975年（昭和50年） \| 6,509人 \| \| \| 1980年（昭和55年） \| 6,281人 \| \| \| 1985年（昭和60年） \| 5,692人 \| \| \| 1990年（平成2年） \| 5,340人 \| \| \| 1995年（平成7年） \| 4,931人 \| \| \| 2000年（平成12年） \| 4,542人 \| \| \| 2005年（平成17年） \| 4,030人 \| \| \| 2010年（平成22年） \| 3,779人 \| \| \| 2015年（平成27年） \| 3,243人 \| \| \| 2020年（令和2年） \| 2,950人 \| \| |                                        |  |
| 総務省統計局 国勢調査より |                                        |  |
| 1970年（昭和45年） | 7,831人                                |  |
| 1975年（昭和50年） | 6,509人                                |  |
| 1980年（昭和55年） | 6,281人                                |  |
| 1985年（昭和60年） | 5,692人                                |  |
| 1990年（平成2年） | 5,340人                                |  |
| 1995年（平成7年） | 4,931人                                |  |
| 2000年（平成12年） | 4,542人                                |  |
| 2005年（平成17年） | 4,030人                                |  |
| 2010年（平成22年） | 3,779人                                |  |
| 2015年（平成27年） | 3,243人                                |  |
| 2020年（令和2年） | 2,950人                                |  |

## 気候
ケッペンの気候区分によると、天塩町は湿潤大陸性気候に属する。寒暖の差が大きく気温の年較差、日較差が大きい顕著な大陸性気候である。降雪量が多く、周辺の自治体と同様に特別豪雪地帯に指定されている。冬季に-20℃を下回る気温が観測されることが珍しくなく、寒さが厳しい。
| 天塩（1991年 - 2020年）の気候      | 天塩（1991年 - 2020年）の気候 | 天塩（1991年 - 2020年）の気候 | 天塩（1991年 - 2020年）の気候 | 天塩（1991年 - 2020年）の気候 | 天塩（1991年 - 2020年）の気候 | 天塩（1991年 - 2020年）の気候 | 天塩（1991年 - 2020年）の気候 | 天塩（1991年 - 2020年）の気候 | 天塩（1991年 - 2020年）の気候 | 天塩（1991年 - 2020年）の気候 | 天塩（1991年 - 2020年）の気候 | 天塩（1991年 - 2020年）の気候 | 天塩（1991年 - 2020年）の気候 |
| 月                                 | 1月                           | 2月                           | 3月                           | 4月                           | 5月                           | 6月                           | 7月                           | 8月                           | 9月                           | 10月                          | 11月                          | 12月                          | 年                            |
| ---------------------------------- | ----------------------------- | ----------------------------- | ----------------------------- | ----------------------------- | ----------------------------- | ----------------------------- | ----------------------------- | ----------------------------- | ----------------------------- | ----------------------------- | ----------------------------- | ----------------------------- | ----------------------------- |
| 最高気温記録 °C （°F）             | 7.9 (46.2)                    | 8.5 (47.3)                    | 14.2 (57.6)                   | 22.3 (72.1)                   | 25.9 (78.6)                   | 30.0 (86)                     | 33.8 (92.8)                   | 32.5 (90.5)                   | 32.3 (90.1)                   | 23.5 (74.3)                   | 17.2 (63)                     | 12.3 (54.1)                   | 33.8 (92.8)                   |
| 平均最高気温 °C （°F）             | −2.3 (27.9)                   | −1.8 (28.8)                   | 1.9 (35.4)                    | 8.1 (46.6)                    | 14.0 (57.2)                   | 18.3 (64.9)                   | 22.3 (72.1)                   | 23.6 (74.5)                   | 20.8 (69.4)                   | 14.4 (57.9)                   | 6.7 (44.1)                    | 0.3 (32.5)                    | 10.5 (50.9)                   |
| 日平均気温 °C （°F）               | −5.4 (22.3)                   | −5.3 (22.5)                   | −1.4 (29.5)                   | 4.3 (39.7)                    | 9.6 (49.3)                    | 13.8 (56.8)                   | 18.1 (64.6)                   | 19.5 (67.1)                   | 16.2 (61.2)                   | 10.4 (50.7)                   | 3.5 (38.3)                    | −2.5 (27.5)                   | 6.8 (44.2)                    |
| 平均最低気温 °C （°F）             | −9.9 (14.2)                   | −10.8 (12.6)                  | −6.1 (21)                     | −0.4 (31.3)                   | 4.6 (40.3)                    | 9.1 (48.4)                    | 14.0 (57.2)                   | 15.2 (59.4)                   | 10.7 (51.3)                   | 5.3 (41.5)                    | −0.1 (31.8)                   | −6.1 (21)                     | 2.1 (35.8)                    |
| 最低気温記録 °C （°F）             | −30.6 (−23.1)                 | −28.5 (−19.3)                 | −22.0 (−7.6)                  | −11.0 (12.2)                  | −5.7 (21.7)                   | −2.9 (26.8)                   | 2.0 (35.6)                    | 4.5 (40.1)                    | −1.2 (29.8)                   | −5.2 (22.6)                   | −10.2 (13.6)                  | −25.5 (−13.9)                 | −30.6 (−23.1)                 |
| 降水量 mm （inch）                 | 44.6 (1.756)                  | 31.5 (1.24)                   | 34.4 (1.354)                  | 41.4 (1.63)                   | 61.2 (2.409)                  | 56.0 (2.205)                  | 109.2 (4.299)                 | 123.5 (4.862)                 | 124.1 (4.886)                 | 127.0 (5)                     | 100.5 (3.957)                 | 60.1 (2.366)                  | 915.4 (36.039)                |
| 降雪量 cm （inch）                 | 219 (86.2)                    | 167 (65.7)                    | 118 (46.5)                    | 14 (5.5)                      | 0 (0)                         | 0 (0)                         | 0 (0)                         | 0 (0)                         | 0 (0)                         | 1 (0.4)                       | 49 (19.3)                     | 191 (75.2)                    | - (298.8)                     |
| 平均降水日数 （≥1.0 mm）           | 16.4                          | 12.0                          | 10.2                          | 9.5                           | 9.5                           | 8.8                           | 9.1                           | 9.4                           | 11.7                          | 15.1                          | 16.5                          | 17.2                          | 147.0                         |
| 平均月間日照時間                   | 52.7                          | 78.7                          | 138.3                         | 166.5                         | 185.3                         | 153.9                         | 150.8                         | 159.8                         | 173.7                         | 127.4                         | 54.7                          | 31.7                          | 1,473.5                       |
| 出典1：Japan Meteorological Agency |                               |                               |                               |                               |                               |                               |                               |                               |                               |                               |                               |                               |                               |
| 出典2：気象庁                      |                               |                               |                               |                               |                               |                               |                               |                               |                               |                               |                               |                               |                               |

## 歴史・沿革
天塩川河口は、サロベツ原野にかけて長く発達した砂嘴（浜堤）によって形成された天然の防波堤（この部分は幌延町に属する）により非常に良港であったこと、海山の豊富な天然資源に恵まれていたことから、古くからアイヌ人などによってコタン（集落）が築かれ、泊地及び交易の要衝地となった。江戸時代初期に和人（松前藩）が進出してくると、アイヌ人と和人との交易地となり、後に和人によってテシホ場所（番所）が置かれた。
明治期には北方警護を兼ねた農業地開拓事業が実施され、東北・北陸地方などから多くの開拓民が入植した。また、天塩川の流域の森林や、開拓地から切り出して舟運などによって運搬された木材等の集積地となり、材木問屋の支店が居並び木材産業が栄え、江戸期以来伝統のニシンやサケ、マスなどの漁業を営む者、海運業者・各種商工業者が進出し人口が増加、郡役場、警察、営林署などの各行政施設も置かれ、道北における中核都市の一つとして大いに栄えた。また、一帯は北海道ではじめて近代商業捕鯨が行われた地域であり、かつてはコククジラやザトウクジラの様な大型のクジラも沿岸に多数が見られたとされている。
大正期に入り、現・宗谷本線が敷設されると、舟運による木材の集積地としての役目を終えることになり、また、開拓が進み森林資源が減少したことと、海外の値段の安い輸入木材の需要増加によって林業は次第に衰退していくことになった。
昭和期になり、町民悲願の鉄道が1935年（昭和10年）に開通。鉄道の開通は天塩の文化水準・町勢向上に寄与することになったが、戦争勃発により青壮年世代が兵役により削がれ生産人口が減少し、また、昭和中期のニシンの水揚量の激減により漁業が次第に衰退していった。そして、道北各町村と同様、戦後高度経済成長期以降の大都市への人口流出による過疎が進行し現在に至っている。
中心市街地には、木材の集積地として、また、ニシン漁などの漁業基地だったことなどの各種産業がかつて栄えていた頃の面影を残している。

### 沿革
- 約3000年前 - 天塩川河口付近に先住民が竪穴建物を建て集落を形成。
- 江戸時代初期（慶長期） - テシホ（天塩川河口）にテシホアイヌと和人との対等交易地「場所」が開設され、松前藩の役人の常駐開始。
- 1669年（寛文9年） - シャクシャインの戦い。以降、全道的に松前藩のアイヌ人への政治的・経済的支配が強化される。
- 1689年（元禄2年） - 松前藩士、蠣崎七之丞、天塩海岸を踏査。
- 1700年（元禄13年） - 松前藩が蝦夷地全島地図を作り、初めて「テシホ」の地名が掲載される。
- 1786年（天明6年） - 「テシホ場所」で場所請負制を実施。松前藩より紀州商人が場所請負人に任命され、不平等交易が強まる。
- 1803年（文化元年）- 天塩厳島神社創建 。
- 1855年（安政2年）2月 - ロシアの北方進出の対策等の理由から蝦夷地大半が幕府直轄地となり、テシホ場所も同直轄地となる。
- 1857年（安政4年）6月 - 松浦武四郎の天塩川探査。テシホ及びサコカイシ（作返）に宿泊。
- 1861年（万延2年） - 畑半右衛門が庄内藩蝦夷地代官に任ぜられ天塩に赴任。
- 1869年（明治2年）8月15日 - 天塩国6郡が制定。天塩郡発足。
- 1876年（明治9年） - 天塩郵便局開設。
- 1878年（明治11年） - 天塩村の村名創設。
- 1880年（明治13年） - 天塩村に天塩、中川、上川三郡を管轄する戸長役場が設置。（この年を天塩町の開基とされている）
- 1895年（明治28年） - 天塩市街の区画整理実施。「海岸通り」、「山ノ手通り」、「山ノ手裏通り」の字名誕生。
- 1897年（明治30年） - 天塩村の戸長役場管轄から中川、上川両郡を分離。
- 1899年（明治32年）10月25日 - 私立天塩教育所（現・天塩小学校）開校。
- 1902年（明治35年）10月 - 増毛林務課員派出所天塩派出分所開設。（現　北海道森林管理局留萌北部森林管理署）
- 1903年（明治36年） - 遠別村を分立。
- 1908年（明治37年） - 天塩尋常小学校に高等小学校が併置。
- 1909年（明治42年） - 幌延、沙流（現：豊富町）2村が分立。天塩村戸長役場が開設。
- 1910年（明治43年） - 厳島神社が現在地に移転。
- 1911年（明治44年） - 天塩木材同業組合が発足。
- 1914年（大正3年） - 留萌支庁の管轄下に入る。市街と川口原野に電灯初点灯。
- 1915年（大正4年） - 二級町村制施行。（天塩郡天塩村となる）
- 1916年（大正5年） - 北海道庁天塩農事試作場設置。
- 1919年（大正8年） - 天塩~遠別道路完工。
- 1924年（大正13年） - 一級町村制施行。（町制施行し天塩町となる）
- 1932年（昭和7年） - 更岸干拓工事実施。
- 1935年（昭和10年）6月30日 - 天塩線（後の羽幌線）、幌延～天塩間、振老・北川口・天塩駅開業。
- 1936年（昭和11年）10月23日 - 天塩線、天塩～遠別間、更岸駅開業。
- 1940年（昭和15年）8月2日 - 積丹半島沖地震によって発生した2mの津波により、幌延村内オトンルイ地区（天塩市街近くの天塩川対岸砂丘）の番屋が流され11人死亡。天塩港内も被害を受ける。
- 1947年（昭和22年）5月1日 - 天塩中学校開校。
- 1948年（昭和23年）10月30日 - 留萌高等学校天塩分校（現　天塩高等学校）開校。
- 1949年（昭和24年）4月1日 - 天塩町川口基線に天塩町立病院を開設。
- 1951年（昭和26年） - 旧役場庁舎（現：天塩川歴史資料館）竣工。
- 1952年（昭和27年）12月4日 - 国道40号指定施行（一級国道40号（旭川市～雄信内～ロクシナイ峠～天塩市街～振老～サクカヘシ～稚内市）として指定施行）。
- 1953年（昭和28年）5月18日 - 国道232号指定施行（二級国道232号稚内留萠線（稚内市～留萌市）として指定施行）。
- 1957年（昭和32年）9月3日 - 旧：天塩大橋が竣工。
- 1958年（昭和33年） - 国道40号の新道（雄信内からサクカヘシを直通する現在のルート）が開削・開通。
- 1962年（昭和37年）5月1日 - 留萌・深川経由札幌行の直通急行列車「はぼろ」号運行開始。
- 1963年（昭和38年）12月1日 - 天塩町立病院を天塩町新栄通5丁目1147番地へ移設し、「天塩町立国民健康保険病院」と改称。
- 1967年（昭和42年）5月1日 - 幌延町との間で境界変更。
- 1976年（昭和51年） - 町立特別養護老人ホーム「恵愛荘」落成。（事業開始は翌年3月1日）
- 1979年（昭和54年） - 現役場庁舎が現在地に移転。（旧庁舎は1989年6月に天塩川歴史資料館としてリニューアルオープン）
- 1982年（昭和57年）10月29日 - 天塩河口大橋が竣工につき、道道909号線（現：道道106号稚内天塩線）が全線開通。
- 1984年（昭和59年）4月 - アメリカ合衆国アラスカ州ホーマー 市との姉妹都市提携調印。
  - 12月28日 - 天塩から札幌（東急ホテル）まで直通の都市間バス（沿岸バス）「特急はぼろ号」運行開始。
- 1987年（昭和62年）3月30日 - 国鉄羽幌線廃止。沿岸バスの路線に転換。
- 1992年（平成4年）7月 - ロシア連邦サハリン州トマリ市との友好交流協定調印。
- 1995年（平成7年）6月2日 - 町立国民健康保険病院を川口5699-3に新築移転。
- 1998年（平成10年） - ケアハウス「かがやき」オープン。
- 2000年（平成12年） - てしお温泉「夕映」、ミレニアムパークオープン。天塩温泉の開湯。
- 2002年（平成14年） - 家庭ごみの分別収集および組合指定ごみ袋の使用義務化による有料化が開始
〔西天北五町衛生施設組合（遠別町・天塩町・幌延町・豊富町・中川町）による〕。
- 2003年（平成15年）3月4日 - 国道232号天塩バイパスの市街地通過部分3.0km開通。
  - 6月12日 - 道の駅「てしお」オープン。
- 2012年（平成24年）3月28日 - 国道232号天塩バイパスの北側部分5.0kmが開通し全通。
- 2020年（令和2年）10月30日 - 国道40号　新：天塩大橋が供用開始。
- 2025年（令和7年）8月17日 - 24時間雨量が観測史上最大値を記録する豪雨。床上、床下浸水する家屋複数[4]。

## 経済
漁業（シジミ漁、サケ漁など）、農業（酪農）、林業の一次産業中心である。
- シジミ漁：天塩川、サロベツ原野パンケ沼（幌延町）の漁場で漁獲されるシジミ（ヤマトシジミ）の漁獲量は北海道一を誇る。
- 酪農：町内には１万数千頭の乳牛が飼育されており、その乳牛から生産される生乳の年間生産量は約5万トンである。生産された生乳は農協を通じ、雪印メグミルク株式会社幌延工場（幌延町）へ搬入されている。

### 農協・漁協
- るもい農業協同組合／JAるもい（本所：羽幌町）
  - 天塩支所
- 北海道農業共済組合／NOSAI北海道（道央宗谷留萌センター：豊富町）
  - 留萌北部家畜診療所（同町雄信内地区）
- 北るもい漁業協同組合（本所：羽幌町）
  - 天塩支所

### 金融機関
- 稚内信用金庫（本部：稚内市）
  - 天塩支店
  - 北海道銀行天塩支店 - 2023年10月2日に稚内支店の店舗内店舗として移転[5]

### 郵便局
- 天塩郵便局（集配局）
- 雄信内郵便局
  - 天塩町内の集配業務は「098-33」区域が天塩郵便局、「098-31」区域は雄信内郵便局が担当していたが、2007年にいずれも幌延郵便局に移管された。その後、「098-33」区域については郵政民営化後の2011年に天塩郵便局内に新設された郵便事業音威子府支店天塩集配センターに移管、2012年の日本郵便株式会社発足後は再び天塩郵便局の集配担当区となった。なお「098-31」区域は現在も幌延郵便局が担当している。

## 公共機関

### 裁判所
- 旭川家庭裁判所
  - 天塩出張所
- 天塩簡易裁判所

### 林野庁
- 北海道森林管理局留萌北部森林管理署

### 警察
- 北海道旭川方面天塩警察署
  - 雄信内駐在所

### 消防
- 北留萌消防組合消防署（本署：羽幌町）
  - 天塩支署
    - 雄信内分遣所

## 姉妹都市・提携都市
- ホーマー市 （アメリカ合衆国 アラスカ州） - 1984年（昭和59年）4月、姉妹都市提携。
- トマリ市 (旧泊居町、ロシア連邦 サハリン州) - 1992年（平成4年）7月、友好交流協定締結。

## 教育
- 道立高等学校
  - 天塩高等学校
- 町立中学校
  - 天塩
- 町立小学校
  - 天塩

- 閉校された町立学校
  - 啓徳中学校　1947年（昭和22年）5月3日 - 2016年（天塩中学校に統合）
  - 啓徳小学校　1905年（明治38年） - 2024年度（天塩小学校に統合）

## 交通

### 空港
- 稚内空港（稚内市）

### 鉄道
町内に鉄道路線は通っていない。最寄りの鉄道駅は北海道旅客鉄道（JR北海道）宗谷本線幌延駅。
かつては国鉄羽幌線が通っており、町内には更岸駅、干拓仮乗降場、天塩駅、中川口仮乗降場、北川口駅、西振老仮乗降場、振老駅、作返仮乗降場の駅・仮乗降場が設置されていたが、1987年（昭和62年）3月をもって廃止された。

### バス
- 沿岸バス
  - 　一般路線バス（豊富羽幌線および幌延留萌線／旧国鉄羽幌線代替バス）
  - 　高速乗合バス（特急はぼろ号）札幌市

### 道路
- 一般国道
  - 国道40号
  - 国道232号
- 都道府県道
  - 北海道道106号稚内天塩線
  - 北海道道256号豊富遠別線
  - 北海道道395号問寒別停車場下国府線
  - 北海道道484号天塩港線
  - 北海道道551号円山天塩停車場線
  - 北海道道855号六志内西雄信内線
- 道の駅
  - てしお

## 名所・旧跡・観光スポット・祭事・催事・名産品

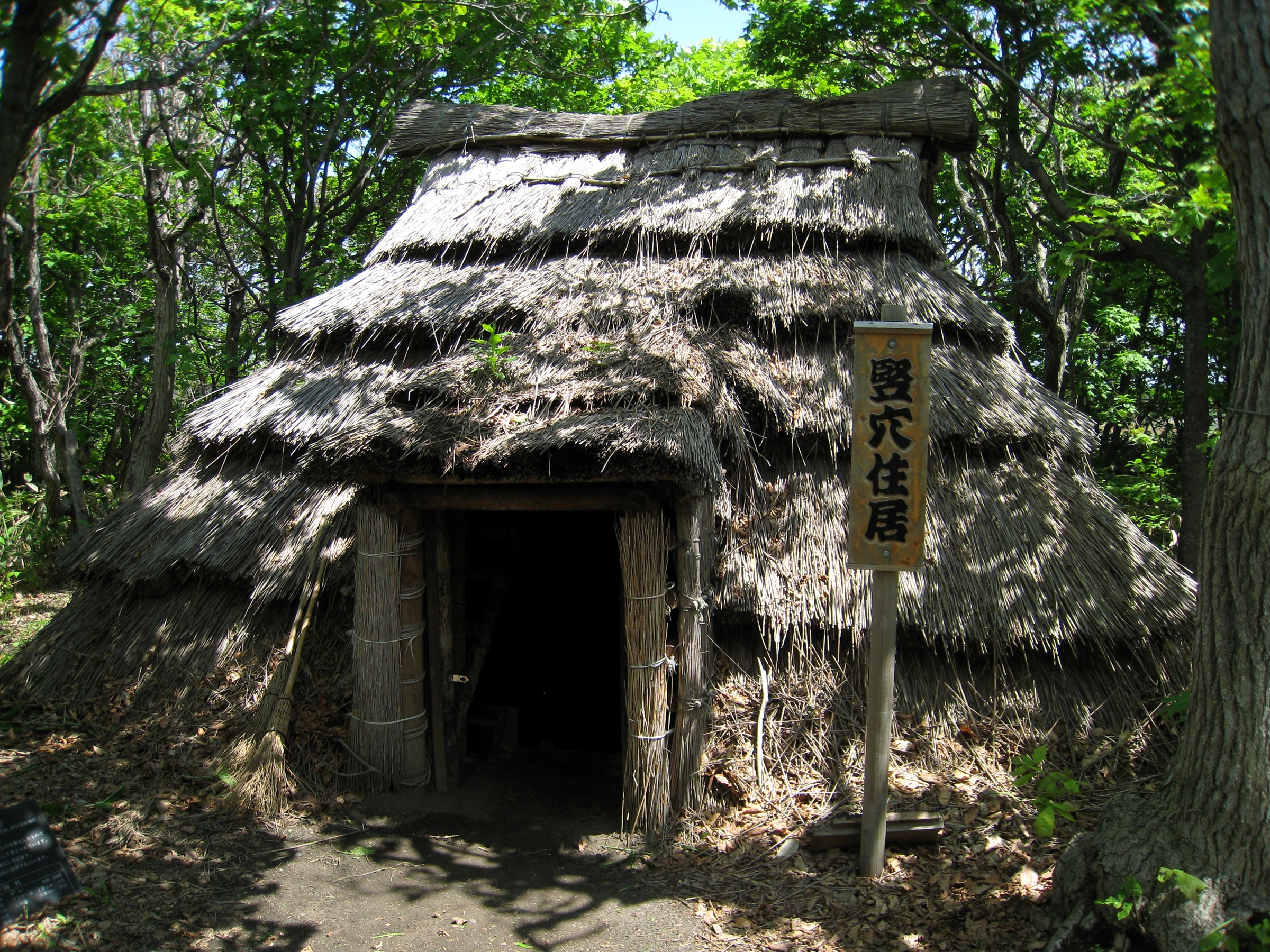
川口遺跡の竪穴建物

### 町指定史跡
- 運上屋跡
- 天塩駅逓跡
- 基線渡船場跡
- 雄信内渡船場跡
- 振老渡船場跡

### 観光
- 鏡沼海浜公園（キャンプ場完備）／松浦武四郎像
- 天塩温泉夕映（宿泊施設・レストラン有）
- 天塩川河口／天塩川河川公園
- 天塩川歴史資料館（旧・天塩町庁舎）
- 天塩厳島神社／いつくしま公園
- 川口遺跡風景林
- 北川口展望台
- てしおこもれびの森

### 祭事・催事
- 鏡沼しじみまつり（7月）
- 厳島神社祭（7月16～18日）
- てしお川港まつり（8月中旬・花火の打上など）
- てしお秋の味まつり（9月）

### 名産品等
- シジミおよび各種シジミ料理・加工製品
- アキアジ（秋サケ）
- マスカットサイダー（アサヒ飲料）
- 天塩川羊羹
- 天塩はシジミだけじゃないタコキムチ丼（略称天塩タコキムチ丼） - 天塩町産ミズダコのメンチカツをキムチとカツオベースの出汁を混ぜ、軽くとじた半熟卵の上にのせたカツ丼。2008年12月から道の駅てしおレストランなど天塩町内8店舗（2009年時点）で提供していた[6]。
- てしおChuChuプリン

### ゆるキャラ
- てしお仮面

## 出身有名人
- シカラカンデ - 和算で有名な串原右仲と言語交換をし、串原にアイヌ語を教えたアイヌ。
- ポール牧 - コメディアン（雄信内）
- 村上茂利 - 衆議院議員（自由民主党）、労働事務次官
- 小林幸徳 - 北海道大学名誉教授、苫小牧工業高等専門学校長
- 金由起子 - 女子野球選手、野球指導者